# Alceu Barbosa Velho
Alceu Barbosa Velho (Bom Jesus, 13 de agosto de 1957) é um político e advogado brasileiro filiado ao Partido Democrático Trabalhista (PDT). Foi prefeito de Caxias do Sul de 2013 até 2017.
Formou-se em Direito na Universidade de Caxias do Sul (UCS). Foi presidente da Ordem dos Advogados do Brasil (OAB) de Caxias do Sul por dois mandatos e vereador da cidade entre 1994 e 2000. Foi também vice-prefeito durante o governo do José Ivo Sartori (2005-2011), renunciando do cargo após ser eleito deputado estadual em 2010. Venceu a eleição municipal de 2012 tomando posse como prefeito em 1 de janeiro de 2013.